# 鄭騮
鄭騮（1488年—？），字德夫，號鹿溪、麓溪，浙江衢州府江山縣人，民籍，明朝政治人物。

## 生平
正德五年（1510年）庚午科浙江鄉試第七十五名舉人。正德十六年（1521年）中式辛巳科會試第二百四十五名，登第二甲第十九名進士。授工部主事，改刑部，恤刑湖廣。嘉靖三年（1524年）參與左順門哭諫，被廷杖。出為廣東韶州府知府。嘉靖十七年（1538年）升雲南按察司副使。

## 家族
曾祖鄭勝；祖父鄭斅；父鄭儀，母金氏。具庆下。